# Johan Nepomuk Karel van Liechtenstein
Johan Nepomuk Karel, vorst van Liechtenstein (6 juli 1724 - Vyškov, 22 december 1748), was van 1732 tot zijn plotselinge dood in 1748 de vorst van Liechtenstein. 
Johan Nepomuk Karel werd geboren in 1724 als jongste zoon van vorst Jozef Johan Adam van Liechtenstein en Maria Anna, gravin van Oettingen-Spielberg. Hij was het jongste kind uit het derde huwelijk van zijn vader. Zijn oudere zus, Maria Theresia (1721-1753), huwde Jozef I, vorst van Schwarzenberg. Zijn vader, Jozef Johan Adam, stierf in 1732. Johan Nepomuk Karel volgde zijn vader op als vorst, maar omdat hij nog minderjarig was (acht jaar oud) werd Jozef Wenceslaus benoemd tot regent in naam van Johan Nepomuk Karel. Toen in 1745 Johan Nepomuk Karel de meerderjarige leeftijd bereikte, begon hij zelf te regeren, en deed Jozef Wenceslaus afstand van de vorstelijke troon. 
Johan Nepomuk Karel stierf op 24-jarige leeftijd. Aangezien hij geen mannelijke nakomelingen had, werd hij als vorst opgevolgd door de vroegere regent Jozef Wenceslaus.

## Huwelijk en kinderen
In 1744 huwde hij Maria Josephina von Harrach (1727-1788), een dochter van Frederik Augustus van Harrach-Rohrau en diens vrouw Maria Eleonore, prinses van Liechtenstein (jongste dochter van vorst Anton Florian). Uit dit huwelijk werden twee dochters geboren:
- Marianne (1745 - 1752)
- Maria Antonia (13 juni 1749 - 28 mei 1813)

Karel I · Karel Eusebius · Hans Adam I · Jozef Wenceslaus · Anton Florian · Jozef Johan Adam · Jozef Wenceslaus · Johan Nepomuk Karel · Jozef Wenceslaus · Frans Jozef I · Alois I · Johannes I Jozef · Alois II · Johannes II · Frans I · Frans Jozef II · Hans Adam II